# アニャデッロ
アニャデッロ（伊: Agnadello）は、イタリア共和国ロンバルディア州クレモナ県にある、人口約3,900人の基礎自治体（コムーネ）。
カンブレー同盟戦争中の1509年、当地においてヴェネツィア共和国とフランス王国が戦闘を行った（アニャデッロの戦い）。

## 地理

### 位置・広がり

#### 隣接コムーネ
隣接するコムーネは以下の通り。括弧内のBGはベルガモ県所属を示す。
- アルツァーゴ・ダッダ (BG)
- パラッツォ・ピニャーノ
- パンディーノ
- リヴォルタ・ダッダ
- トルリーノ・ヴィメルカーティ
- ヴァイラーテ

### 気候分類・地震分類
気候分類では、zona E, 2557 GGに分類される。
また、イタリアの地震リスク階級 (it) では、zona 3 (sismicità bassa) に分類される
。